# ローランド・ペンティネン
ローランド・ペンティネン（Roland Peter Pöntinen, 1963年5月4日 ストックホルム - ）は、スウェーデンのピアニスト。

## 略歴
父親はレニングラード（現サンクトペテルブルク）近郊イングリアの出身のフィン語話者で、ソ連からの亡命者であった。
アドルフ・フレドリク音楽学校に学び、ストックホルム・スウェーデン王立音楽院にてアラン・グンナル・ハルハーゲンに師事。その後インディアナ大学ブルーミントン校に留学し、メナヘム・プレスラーやジェルジー・シェボク、エリザーベト・レオンスカヤに師事する。
1981年にストックホルム・フィルハーモニー管弦楽団と共演してデビューを果たし、その後欧米や韓国、南米、オーストラリアやニュージーランドの主要なオーケストラと共演してきた。また、チョン・ミョンフンやラファエル・フリューベック・デ・ブルゴス、ネーメ・ヤルヴィ、パーヴォ・ヤルヴィ、エサ＝ペッカ・サロネン、ユッカ＝ペッカ・サラステ、レイフ・セーゲルスタム、エフゲニー・スヴェトラーノフ、フランツ・ウェルザー＝メスト、デイヴィッド・ジンマンら著名な指揮者とも共演している。また、ロンドンのプロムスに出演した際には、グリーグとリゲティのピアノ協奏曲を演奏した。室内楽奏者としては、今井信子やカン・ドンスク、クリスティアン・リンドベルイらと共演してきた。

## 録音
レパートリーは幅広く、ソリストとしてショパン、サティ、スクリャービン、ラフマニノフ、シェーンベルク、ベルク、プーランクを、室内楽奏者としてシューマン、ブラームス、グリーグ、ヤナーチェク、シェーンベルク、ヴェーベルン、ヒンデミット、ショスタコーヴィチ、ジョリヴェ、トゥービン、シュニトケの作品を含めており、録音数もBISへ非常に多い。

## 作品
- The Girl from Brazil (1981)
- Camera per trombone e pianoforte (1981) also version for jazz-group
- Blue Winter for trombone and strings (1987)
- Tango Plus for clarinet, violin, cello and piano (1993)
- Capriccio for two flutes and strings (1993)
- Mercury Dream for clarinet and piano (1994)
- Concerto for piano and winds (1994)
- Aiming at the ocean (1997)
- Sombre seascapes glowing (1997)
  - 作曲活動も行っている。

## 受賞歴
- 1983 – Svenska grammofonpriset för Anders Eliasson – Musik för klarinett (tillsammans med Kjell-Inge Stevensson, klarinett, Savinkvartetten och Ola Karlsson, cello)
- 1985 – Fonogrampriset för The Virtuoso Trumpet (tillsammans med Håkan Hardenberger, trumpet)
- 1986 – Fonogrampriset för The Burlesque Trombone (tillsammans med Christian Lindberg, trombon)
- 2001 – Ledamot nr 940 av Kungliga Musikaliska Akademien
- 2001 – Litteris et Artibus